# Throne of Ahaz
Throne of Ahaz (v překladu z angličtiny Achazův trůn) byla švédská blackmetalová hudební skupina z města Umeå založená v roce 1991.
Debutové studiové album s názvem Nifelheim vyšlo v roce 1995 u švédského vydavatelství No Fashion Records. O rok později vychází druhá regulérní deska On Twilight Enthroned, poté následuje rozpad kapely.

## Diskografie
Dema
- At the Mountains of Northern Storms (1992)

Studiová alba
- Nifelheim (1995)
- On Twilight Enthroned (1996)